# Marcel Lecomte
Marcel Lecomte (* 25. September 1900 in Saint-Gilles/Sint-Gillis; † 19. November 1966 in Brüssel) war ein belgischer Dichter, Schriftsteller und Kunstkritiker französischer Sprache.

## Leben und Werk
Marcel Lecomte unterrichtete zuerst an der Freien Universität Brüssel und wurde dann literarischer Mitarbeiter der Zeitschrift Synthèses. Revue internationale. Ab dem Alter von 15 Jahren veröffentlichte er Gedichte. Mit 18 Jahren entdeckte er durch Clément Pansaers (1865–1922) den Dadaismus und den Surrealismus. Mit Paul Nougé und Camille Goemans (1900–1960) gründete er 1924 die Zeitschrift Correspondance. 1941 gehörte er zum Redaktionskomitee der Zeitschrift Le Disque Vert. Revue mensuelle de littérature et de critique. Als Kunstkritiker war er von Giorgio De Chirico fasziniert. Seine Texte wurden, mannigfach gesammelt, postum herausgegeben.

## Werke (Auswahl)
- Démonstrations. 1922. (Dichtung nach Art von Émile Verhaeren)
- Applications. 1925. (Dichtung illustriert von René Magritte)
- L’homme au complet gris clair. 1931. (Prosa)
- Les minutes insolites. 1936. (Prosa)
- L’Accent du secret. Gallimard, Paris 1944. (Prosa)
- (Vorwortautor) L’Oeuvre de Suzanne Van Damme, 1920–1945. Éditions La Boétie, Brüssel 1946.
- (Hrsg. und Übersetzer) Karel van de Woestijne: Poèmes choisis. Éditions des artistes, Brüssel 1964.
- Le carnet et les instants. Mercure de France, Paris 1964. (Prosa, Vorwort von Jean Paulhan)
- Le Suspens. Récits. Mercure de France, Paris 1971.
- Edgar Gevaert. Hrsg. Paul Eeckhout. Arcade, Paris 1974.
- Œuvres. Hrsg. Henri Ronse. J. Antoine, Brüssel 1980.
- Les minutes insolites et autres textes. Le Temps qu’il fait, Cognac 1981.
- Les Voies de la littérature. Choix de chroniques littéraires suivi d’une bibliographie. Hrsg. Philippe Dewolf. Labor, Brüssel 1988.
- Le regard des choses. Choix de chroniques artistiques et de préfaces d’expositions. Hrsg. Philippe Dewolf. Labor, Brüssel 1992.
- Poésies complètes. Hrsg. Philippe Dewolf. Éd. de la Différence, Paris 2009. (Nachwort von Colette Lambrichs)